# 恋するワンピース
『恋するワンピース』（こいするワンピース）は、伊原大貴による日本の漫画作品。尾田栄一郎の漫画『ONE PIECE』のスピンオフ作品であり、『少年ジャンプ+』（集英社）において、2018年6月18日から連載中。
2021年11月7日からは連載が休止されたが、2025年4月10日より後述のアニメ化に合わせて連載が再開された。
2025年4月にはWebアニメが配信された。

## あらすじ
海賊王（ルフィ）と菜美（ナミ）は、『ONE PIECE』の登場キャラクターと同名であることから仲良くしていた。しかし、そこに嘘風（ウソップ）が現れたことで「海賊部」を結成することになってしまう。

## 登場人物
声はWebアニメの声優。
山本 海賊王（やまもと ルフィ）
声 - 金本涼輔
ルフィと同名のおとなしい少年。嘘風に海賊部の船長に任命される。
小山 菜美（こやま なみ）
声 - 佐倉綾音
ナミと同名の少女。海賊王のことが好き。
中津川 嘘風（なかつがわ ウソップ）
声 - 中村悠一
『ONE PIECE』が好きで、ウソップのように狙撃手を目指している。
チョッパー
動物園からもらった鹿で、チョッパーと呼ばれている。
吉岡 咲灯（よしおか さと）
声 - 鬼頭明里
料理部に所属しておりサンジ扱いされている女子生徒。
ブルック
声 - チョー
嘘風が改造し、ブルックと呼んでいる人体模型。
生物部部長
声 - 石田彰
ブルックを所持していた生物部。
つっち
声 - 潘めぐみ
菜美の友人。パウリーが好き。
黒野 虜（くろの とりこ）
声 - 子安武人
ジャンゴが好き。

## 書誌情報
- 伊原大貴 『恋するワンピース』 集英社〈ジャンプ コミックス〉、既刊9巻（2022年4月4日現在）
  1. 2018年12月4日発売[5]、ISBN 978-4-08-881680-7
  2. 2019年7月4日発売[6]、ISBN 978-4-08-881884-9
  3. 2019年10月4日発売[7]、ISBN 978-4-08-882130-6
  4. 2019年12月28日発売[8]、ISBN 978-4-08-882199-3
  5. 2020年9月4日発売[9]、ISBN 978-4-08-882371-3
  6. 2020年11月4日発売[10]、ISBN 978-4-08-882476-5
  7. 2021年6月4日発売[11]、ISBN 978-4-08-882689-9
  8. 2021年9月3日発売[12]、ISBN 978-4-08-882767-4
  9. 2022年4月4日発売[13]、ISBN 978-4-08-883080-3

## Webアニメ
公式YouTube、公式TikTok、公式Instagramにて、2025年4月1日から5日まで毎日20時に公開された。ナレーションは大場真人。

### スタッフ
- 原作 - 伊原大貴[14]
- シリーズディレクター - 鎌谷悠、重矢葉月[14]
- キャラクターデザイン・総作画監督 - 飯田花緒[14]
- 美術監督 - 田中里緑[14]
- 色彩設計・検査 - 中島苗実[14]
- 撮影監督 - 大堀滉介[14]
- 編集 - 吉田公紀
- 音響効果 - 安藤由衣
- 製作担当 - 白石彩夏[14]
- プロデューサー - 小林美姫[14]
- 協力 - 週刊少年ジャンプ編集部
- 制作 - 東映アニメーション[14]

### 主題歌
「圧倒的邂逅」
伊原大貴の歌・作詞・作曲・編曲によるオープニングテーマ。
「秘密のデート」
伊原大貴の歌・作詞・作曲・編曲によるエンディングテーマ。

### 各話リスト
| 話数             | 話数  | サブタイトル                | 絵コンテ | 演出              | 配信日        |
| ---------------- | ----- | --------------------------- | -------- | ----------------- | ------------- |
| 第1話            | その1 | LOVE ROMANCE —恋の幕開け—   | -        | 重矢葉月          | 2025年 4月1日 |
| 第1話            | その2 | LOVE ROMANCE —恋の幕開け—   | -        | ヒョン イエリ     | 2025年 4月1日 |
| 第1話            | その3 | LOVE ROMANCE —恋の幕開け—   | -        | 小林大起          | 2025年 4月1日 |
| 第1話            | その4 | LOVE ROMANCE —恋の幕開け—   | -        | 荒木萌花          | 2025年 4月1日 |
| 第1話            | その5 | LOVE ROMANCE —恋の幕開け—   | -        | 大河聡            | 2025年 4月1日 |
| 第2話            | その1 | 動物園                      | -        | 鎌谷悠            | 4月2日        |
| 第2話            | その2 | 動物園                      | -        | 金子諒也          | 4月2日        |
| 第2話            | その3 | 動物園                      | -        | 塚田健由佑        | 4月2日        |
| 第2話            | その4 | 動物園                      | 井戸博善 | 松井翔            | 4月2日        |
| 第2話            | その5 | 動物園                      | -        | 吉川さくら        | 4月2日        |
| 第3話            | その1 | "VERSUS!! 生物部"           | -        | 田村旭陽          | 4月3日        |
| 第3話            | その2 | "VERSUS!! 生物部"           | -        | 大塚勇輝          | 4月3日        |
| 第3話            | その3 | "VERSUS!! 生物部"           | -        | 小室愛            | 4月3日        |
| 第3話            | その4 | "VERSUS!! 生物部"           | -        | 飯田花緒          | 4月3日        |
| 第3話            | その5 | "VERSUS!! 生物部"           | -        | 平山美穂          | 4月3日        |
| 第4話 （番外編） | その1 | -                           | -        | ヒョン イエリ     | 4月4日        |
| 第4話 （番外編） | その2 | 蚊                          | -        | 嶋谷将            | 4月4日        |
| 第4話 （番外編） | その3 | つぎ                        | -        | 清水敦哉          | 4月4日        |
| 第4話 （番外編） | その4 | 加工アプリ                  | -        | 山井淳生          | 4月4日        |
| 第4話 （番外編） | その5 | 朝"勉強合宿 朝食バイキング" | -        | 東知宏            | 4月4日        |
| 第5話            | その1 | ブクブクの実                | -        | 小山保徳          | 4月5日        |
| 第5話            | その2 | ブクブクの実                | -        | 白石彩夏          | 4月5日        |
| 第5話            | その3 | ブクブクの実                | -        | 小林美姫 小山保徳 | 4月5日        |
| 第5話            | その4 | ブクブクの実                | -        | 松實航            | 4月5日        |
| 第5話            | その5 | ブクブクの実                | -        | 山井淳生          | 4月5日        |